# سید مصطفی موسوی فراز
سید مصطفی موسوی فراز معروف به موسوی اصفهانی (زاده ۱۳۲۵ در اصفهان)، فقیه، اصولی، مدیر حوزه های علمیه استان همدان، رئیس شورای عالی مدیریت حوزه همدان و نماینده کنونی مجلس خبرگان رهبری در دوره ششم از استان همدان است.وی همچنین مدرس خارج فقه و اصول در مدرسه علمیه آخوند همدان نیز میباشد.
سید مصطفی موسوی فراز در نتایج انتخابات مجلس خبرگان رهبری (۱۳۹۴)، با مشی اصولگرایی در فهرست جامعتین، در حوزه استان همدان با کسب ۴۴۱٬۳۲۱ رای از مجموع ۸۴۵٬۲۵۳ رای برابر با ۵۲٫۲۱٪ آرا در جایگاه اول وارد دوره پنجم مجلس خبرگان رهبری شد.
وی همچنین در سال ۱۴۰۲ با کسب ۲۳۵ هزار و پنج رأی منتخب دوم مردم استان همدان در مجلس خبرگان شد.